# Короткокошик шорстконіжковий
Короткокошик шорстконіжковий (Brachythecium trachypodium) — вид мохів порядку гіпнобрієвих (Hypnales).

## Поширення
Ареал охоплює такі частини світу: Європа, Азія, Північна Америка.
Населяє ґрунт, породи; на висотах від 0 до 1200 метрів.

## Характеристика
Рослини дрібні, в густих пучках, в молодості зелені, з віком жовтувато-золотисті. Стебла до 4 см, повзучі, правильно або неправильно перисторозсічені, гілки до 6 мм. Стеблові листки помірно-густо розташовані, дещо вигнуті, яйцювато-ланцетні, не складчасті, 1.2–1.6 × 0.3–0.5 мм; плоскі чи подекуди зігнуті (частіше біля основи), зубчасті до основи, іноді нечітко до суцільних; верхівка поступово довгозагострена чи загострена. Коробочкові ніжки бурі, 1.2–2 см, шорсткі. Коробочка горизонтальна чи трохи поникла, коричнева, яйцювата чи подовжена, до 1.6 мм. Спори 15–21 мкм.